# Holger Martens (Tiermediziner)
Holger Martens (* 8. September 1943 in Wilster) ist ein deutscher Tiermediziner.
Martens studierte von 1966 bis 1971 Veterinärmedizin an der Tierärztlichen Hochschule Hannover. Nach Promotion und Habilitation lehrte er von 1984 bis 1988 als Akademischer Rat an der Tierärztlichen Hochschule Hannover. Von 1988 bis 2010 war er Professor für Veterinärphysiologie an der Freien Universität Berlin.
1998 wurde er Mitglied der Leopoldina. 2015 machte sich der „bekennende Kuh-Schwärmer“ (Märkische Allgemeine) einen Namen als Kritiker der Hochleistungszucht von Kühen.

## Publikationen
- Modellversuche über den Ein[strom] und Ausstrom von Aminosäuren durch die Pansenwand in vivo. Dissertation an der Tierärztlichen Hochschule Hannover 1972, DNB 740945424.